# Reserva arqueológica Los Menhires

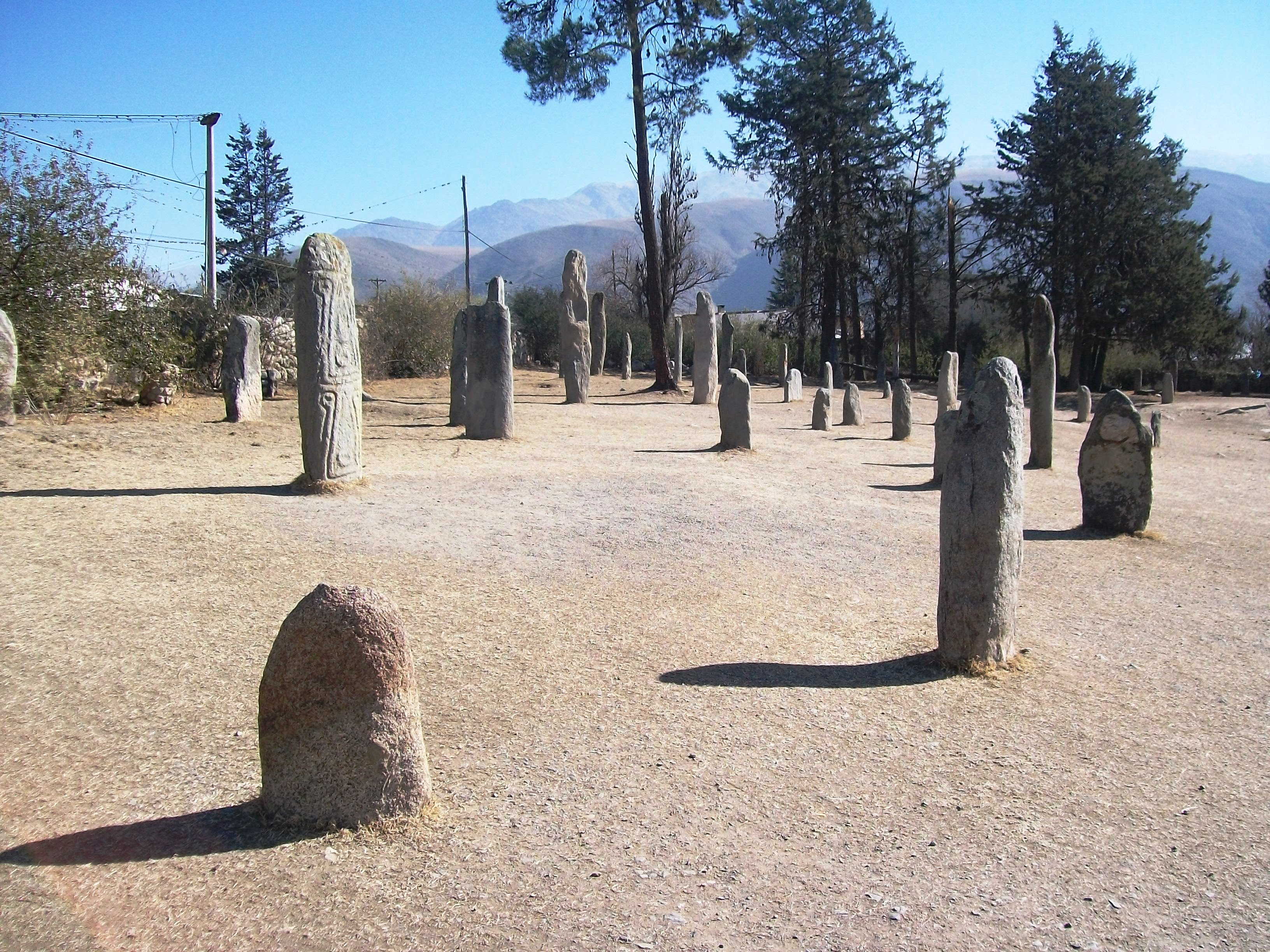
Reserva Arqueológica de los Menhires, El Mollar, Departamento de Tafí del Valle, Tucumán.

La reserva arqueológica Los Menhires se encuentra en la localidad de El Mollar, en el departamento Tafí del Valle, en la provincia de Tucumán, Argentina; a 107 km de la capital provincial San Miguel de Tucumán, aproximadamente en la posición 26°59′24″S 65°42′39″O / -26.99000, -65.71083.
Contiene una antigua manifestación cultural en territorio argentino: los Menhires, enormes piedras de granito talladas y transportadas hace 2 mil años por sus habitantes. El Parque Provincial Los Menhires está en las estribaciones del Valle de Tafí, frente al dique La Angostura, en cercanías de la localidad de El Mollar y prácticamente sobre la ruta provincial 307. Este emplazamiento con un grado de protección prácticamente nulo, fue el motivo por el cual desaparecieron muchos de los menhires que originalmente estaban en la zona.

## Toponimia
La palabra es de origen celta y quiere decir 'piedra larga'. El término está formado por "men": 'piedra', e "hir": 'largo'.

## Primeros estudios
Si bien existen algunos estudiosos que sugieren que los primeros menhires fueron mencionados por Carlos Germán Burmeister en 1861, el primer estudio fue el trabajo de campo del arqueólogo Juan Bautista Ambrosetti, titulado “Los monumentos megalíticos del valle de Tafí (Tucumán)” y publicado en 1897.
En el siglo XX se sumaron las investigaciones de Lafone Quevedo, Bruch, y Ricardo Jaimes Freyre. Se contabilizaron un total de 114 menhires.
Pasadas algunas décadas, en el año 1960 los investigadores González y Núñez Regueiro realizaron investigaciones en la zona extendiendo el estudio al conjunto de elementos arqueológicos asociados a estos monolitos, ubicando la datación entre 200 a. C. y 800 d. C.
Estos monumentos eran símbolos itifálicos que formaban parte del culto a la fertilidad. Luego de la cultura Tafí, los paziocas ("Calchaquíes") de la cultura Santa María siguieron utilizando tales menhires a los que exornaban con plumas; los españoles los llamaron «mochaderos».
Las medidas máximas encontradas en estos menhires son de, aproximadamente, 5 m de altura, 1 m de ancho, y 4,5 t de peso. Las tallas y el trabajo de escultura aparecen concentradas en un solo plano del monolito, lo que sugiere que estos tienen una cara frontal, reafirmando la presunción de su utilidad como elemento asociado al culto.

## Traslados
El primer traslado registrado de una de estas piezas sucedió a fines del año 1915, cuando se llevó al entonces recientemente inaugurado Parque 9 de Julio de la capital tucumana el menhir conocido como "Ambrosetti", así llamado en honor a su descubridor. Se trata de un gran bloque con rostro humano y cuerpo de felino que permaneció en su emplazamiento hasta 1977.
En ese año, el gran bloque tallado fue trasladado nuevamente al valle. Al igual que al resto de los menhires dispersos, autoridades del gobierno del Proceso de Reorganización Nacional decidieron retirarlos de la instalación original determinada por la antigua cultura Tafí y reunirlos en un parque, la «Loma de la Angostura», a 1000 m s. n. m., en el acceso a la localidad de El Mollar desde la ruta, al que se lo denominó: «Parque Provincial los Menhires». Supuestamente, con esta decisión se buscaba preservarlos y custodiarlos.
Muchos menhires tenían en sus frentes grabados dirigidos hacia el punto cardinal Este, orientación relacionada con el culto al «dios Sol». Lamentablemente, este detalle no fue tenido en cuenta al reubicarlos en el Parque Los Menhires. Como los daños y robos continuaron, finalmente se decidió un nuevo traslado a la misma localidad de El Mollar, ubicándolos en un predio al que se le dio por nombre «Reserva Arqueológica Los Menhires». Probablemente los mejores y más valiosos fueron llevados, ilegalmente, a museos fuera de Argentina.

## Galería
|                     |
| Menhir en El Mollar |

|                                 |
| Detalle de menhir en El Mollar. |

|                     |
| Menhir en El Mollar |

|                       |
| Conjunto de menhires. |